# Estadio de Malabo
El Estadio de Malabo es una cancha para usos múltiples localizada en Malabo, Guinea Ecuatorial. Actualmente este estadio es usado principalmente para partidos de fútbol.
La selección de fútbol de Guinea Ecuatorial, así como también los clubes Sony Elá Nguema y Atlético Malabo de la Liga de Primera División, normalmente hacen las veces de local en este estadio que fue inaugurado en 2007 y posee una capacidad para 15.250 espectadores.

## Historia

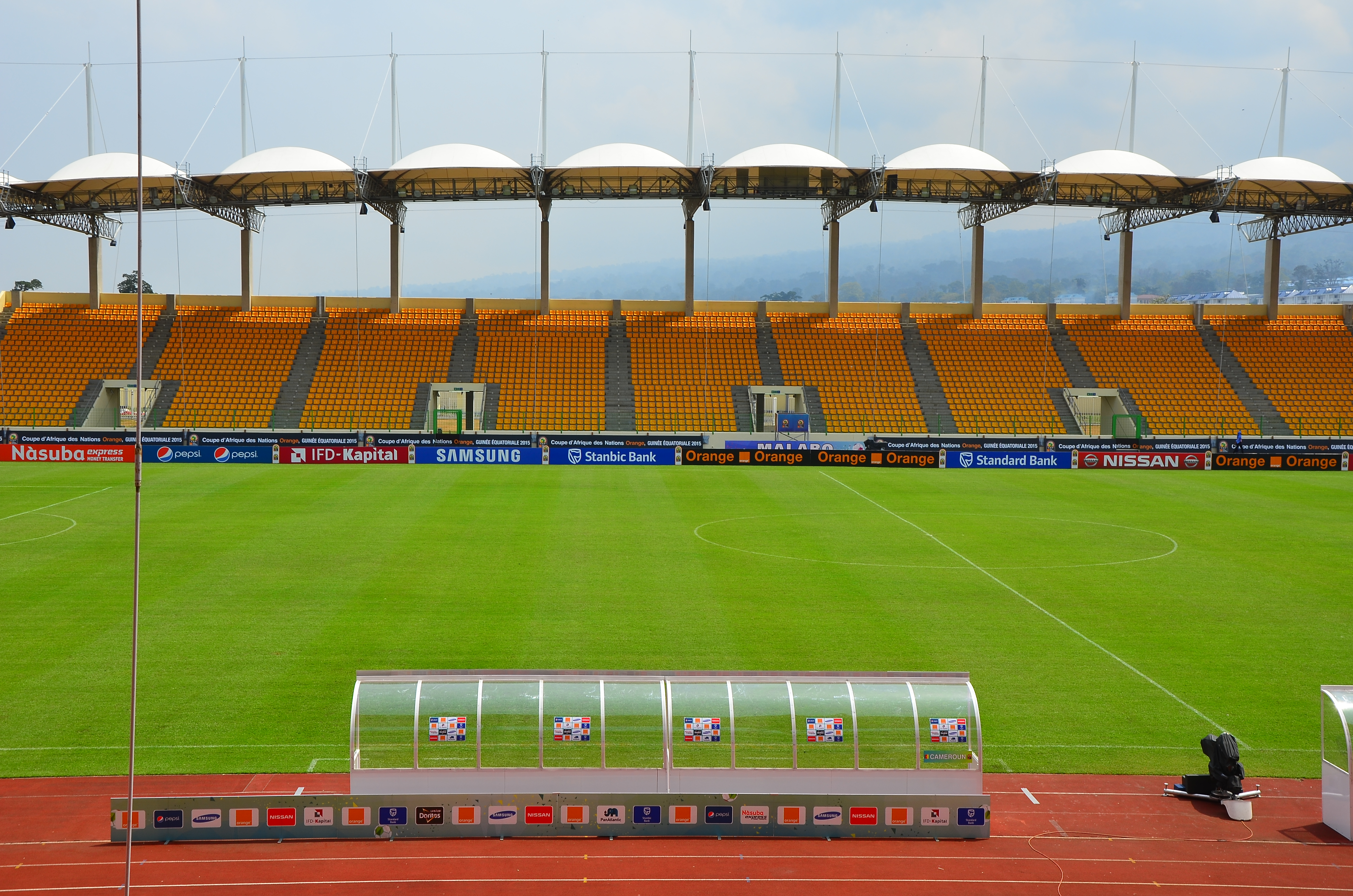
El Estadio de Malabo en 2015, durante la Copa Africana de Naciones 2015.

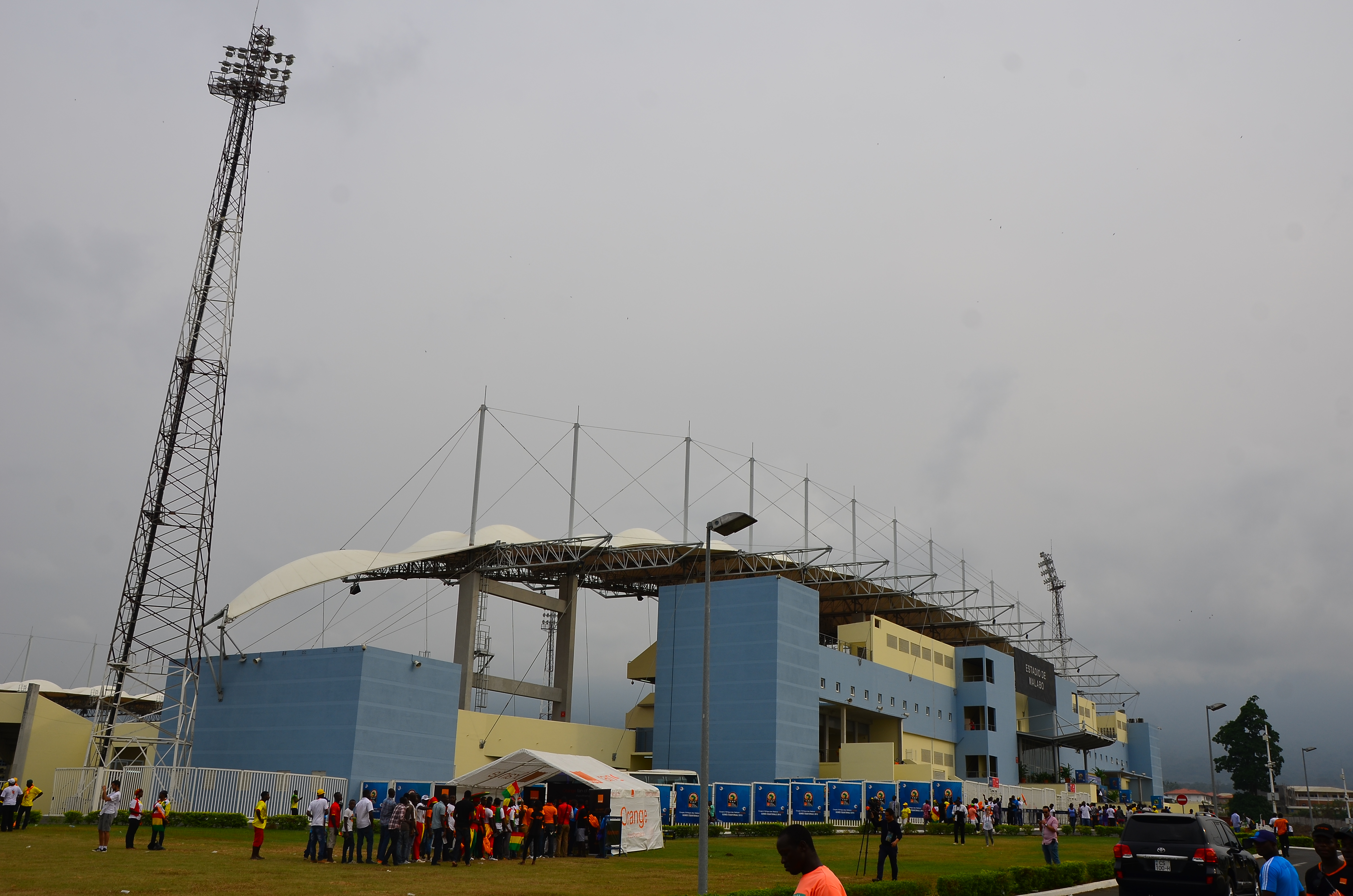
Vista exterior del Estadio de Malabo en 2015, durante la Copa Africana de Naciones 2015.

Fue escogido como una de las 4 sedes de la Copa Africana de Naciones 2012, junto con el Estadio de Bata, ambos ubicados en Guinea Ecuatorial.
El Estadio de Malabo está situado en el barrio de Atepa, a pocos kilómetros de la ciudad de Malabo. Tiene una capacidad para 15.250 espectadores y actualmente es el segundo estadio más grande de Guinea Ecuatorial solo por detrás del Estadio de Bata de la ciudad capital.
El Estadio de Malabo forma parte del complejo deportivo de Malabo, una verdadera ciudad deportiva compuesta por el citado estadio, el polideportivo, las (4) pistas de tenis, la piscina olímpica, un campo de fútbol de entrenamiento -con hierba artificial- y diversas canchas de balonmano y fútbol sala, así como el Hotel de Federaciones Malabo.
El Hotel de Federaciones Malabo, con 100 habitaciones, restaurante, cafetería y wi-fi en todas sus áreas, es el lugar habitual de concentración de la selección absoluta de fútbol de Guinea Ecuatorial, así como de la femenina y de numerosos deportistas. Fue sede de la prensa internacional durante la celebración de la C.A.F. 2012, aunque su uso está abierto a cualquier visitante de Malabo que desee disfrutar de sus instalaciones.

## Galería

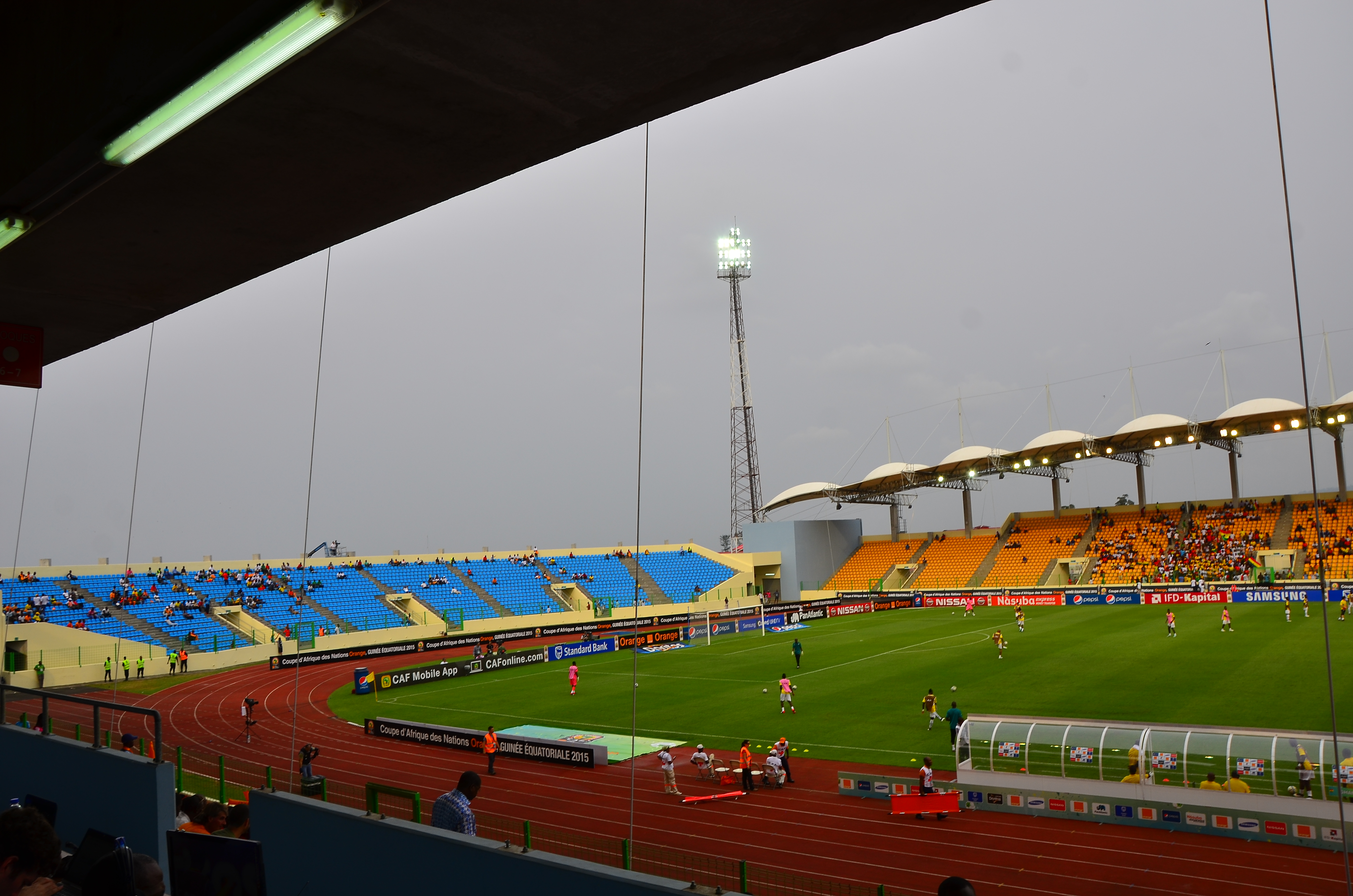
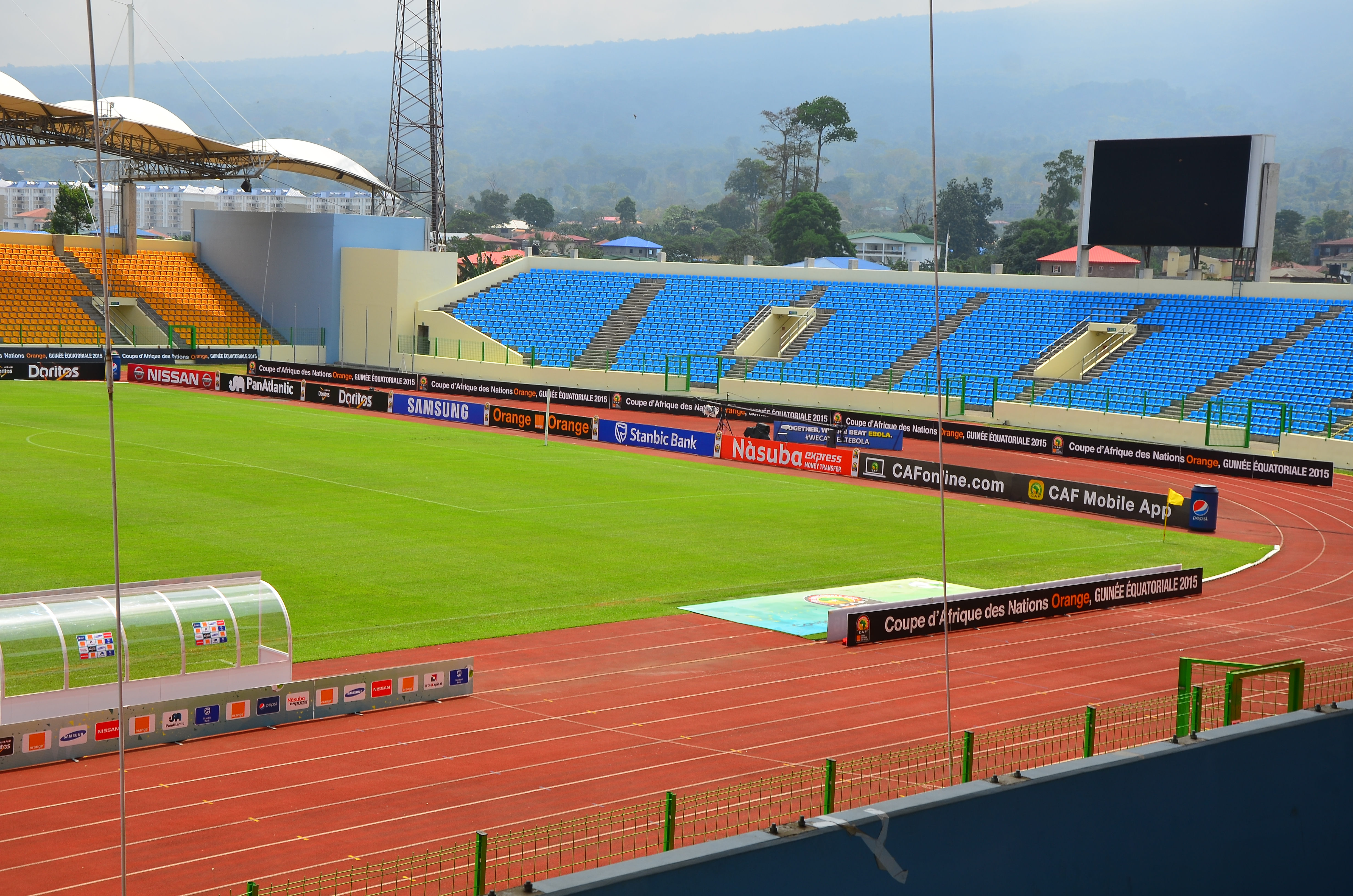
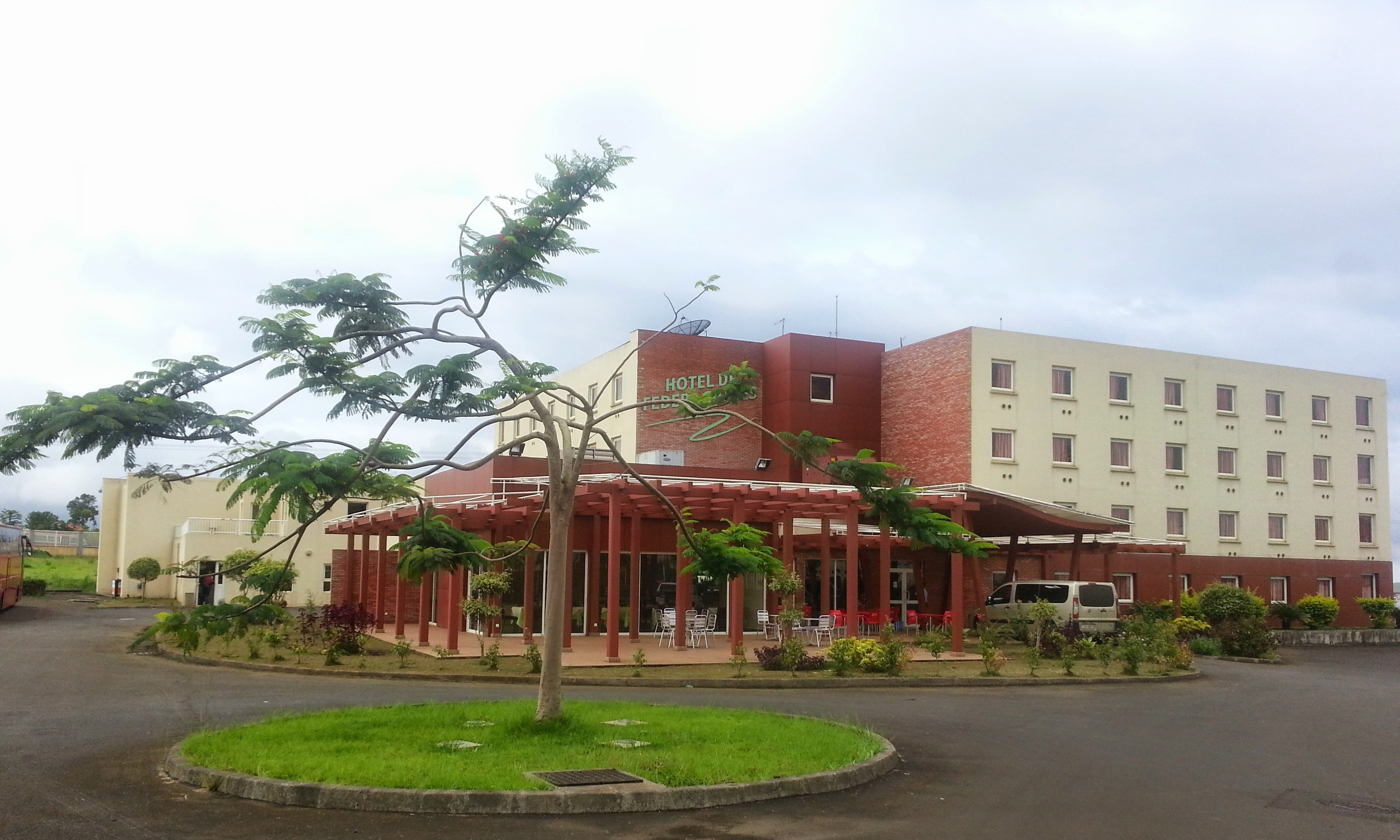
Hotel de Federaciones contiguo al estadio.
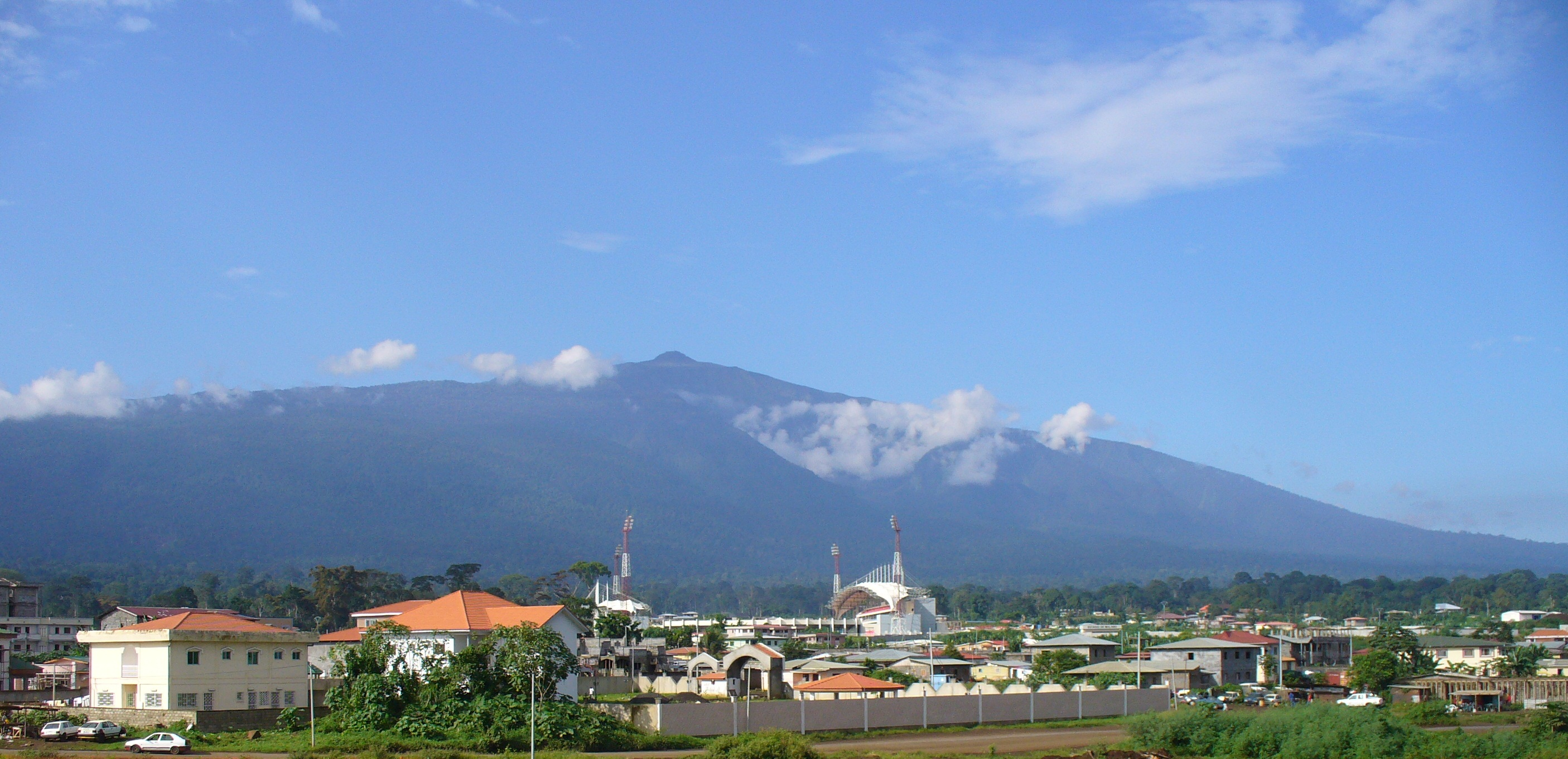
Pico Basile y Nuevo Estadio de Malabo